# バーンリーFC
バーンリー・フットボール・クラブ（Burnley Football Club、イギリス英語発音: [ˈbɜːrnli]）は、イングランド北西部・ランカシャー州バーンリーをホームタウンとするサッカークラブ。2025-26シーズンはプレミアリーグに加盟している。
チャールズ3世がバーンリーのファンであることを公言している。

## 歴史
1部リーグ優勝2回、FAカップ優勝1回を成し遂げた古豪である。2008-09シーズンのカーリングカップではアーセナルに勝利している。このシーズンはフットボールリーグ・チャンピオンシップで5位となり、2009年5月、シェフィールド・ユナイテッドとの昇格プレーオフに勝利し、34年ぶりのトップリーグ復帰を果たした。2009-10シーズンの第2節には王者マンチェスター・ユナイテッドから大金星を奪うなど、序盤はホームゲームで圧倒的な強さを誇ったが、徐々に失速。シーズン途中には指揮官であるオーウェン・コイルをボルトン・ワンダラーズに奪われ、ホームでも大敗することが増え、1シーズンでの降格が決まった。
2012年9月にショーン・ダイチが監督に就任した。就任2年目の2013-14シーズン、チャンピオンシップで2位となり、5シーズンぶりとなるプレミアリーグ昇格を果たす。しかし、翌2014-15シーズンは19位で再び降格となった。しかし2015-16シーズンはEFLチャンピオンシップ（2部相当）で1試合を残して、わずか1年でプレミアリーグ復帰を決めた。
2017-18シーズンにはショーン・ダイチ監督の元でプレミアリーグ7位と躍進した。
2018-19シーズン、クラブ史上初となるUEFAヨーロッパリーグ予選に参加したが、プレーオフでオリンピアコスに敗れ本選出場は叶わなかった。
2020-21シーズン、リーグ18節リヴァプール戦に1-0で勝利し、68試合続いたリヴァプールのリーグ戦ホーム無敗記録を終わらせた。
2022年4月にショーン・ダイチが解任。しかし、その効果はなく2021-22シーズンは18位に終わり2部降格に終わった。
2022年6月14日にRSCアンデルレヒトを率いていたヴァンサン・コンパニが監督に就任した。
2022-23シーズンは開幕から好調を維持し、第14節から首位を独走、4月7日のミドルズブラ戦で勝利し、7試合を残して1年でのプレミアリーグ復帰を決めた。さらに4月25日のブラックバーン戦の勝利で、2試合を残しEFLチャンピオンシップ優勝を決めた。
2023-24シーズンは序盤からプレミアのレベルの高さに苦戦し、降格圏から抜け出すことなく19位でシーズンを終了。
再び2部で戦うこととなった2024-25シーズン、フラムやボーンマスで監督経験のあるスコット・パーカーを招聘。守備を重視した戦術で、リーズ、シェフィールド・ユナイテッドとともに昇格レースを展開。最終的に28勝16分2敗の2位、勝ち点100、得失点差＋53、リーグ最少のシーズン2敗という文句のない成績でプレミア昇格を決めた。特に失点数は46試合でわずか16点と、チャンピオンシップでの最少失点記録を樹立した。

## エピソード
同じくフットボールリーグ初期からの参加で、ホームスタジアムが約25kmの距離にあるブラックバーン・ローヴァーズFCとの対戦はイーストランカシャー・ダービー(East Lancashire Derby)、コットンミルズダービー(Cotton Mills Derby)、あるいはエル・クラシコに倣ってランクラシコ(EL Lanclasico)と呼ばれ、サッカーファンの注目を集める一戦となっている。

## クラブ各種記録
最多得点勝利試合（リーグ）
- 9-0　vs ダーウェンFC　ファーストディヴィジョン  1892.1.9

最多失点敗戦試合（リーグ）
- 0-10　vs アストン・ヴィラ　セカンドディヴィジョン  1929.8.25

最多得点勝利試合（カップ）
- 9-0　vs ペンリス・タウンFC　FAカップ1回戦  1984.11.17

最多失点敗戦試合（カップ）
- 0-11　vs ダーウェンFC　FAカップ1回戦  1885.10.17

## タイトル

### 国内タイトル
- フットボールリーグ（1部相当）：2回
  - 1921-22, 1959-60

- ディビジョン2/チャンピオンシップ（2部相当） : 4回
  - 1897-98, 1972-73, 2015-16, 2022-23

- ディビジョン3（3部相当） : 1回
  - 1981-82

- ディビジョン4（4部相当） : 1回
  - 1991-92

- FAカップ：1回
  - 1913-14

- チャリティ・シールド
  - 1960, 1973

### 国際タイトル
- なし

## 過去の成績
| シーズン | リーグ戦           | リーグ戦 | リーグ戦 | リーグ戦 | リーグ戦 | リーグ戦 | リーグ戦 | リーグ戦 | リーグ戦 | カップ戦     | リーグ杯   | スーパー杯 | 欧州カップ / その他          | 欧州カップ / その他 | 最多得点者                           | 最多得点者 |
| シーズン | ディビジョン       | 試       | 勝       | 分       | 敗       | 得       | 失       | 点       | 順位     | カップ戦     | リーグ杯   | スーパー杯 | 欧州カップ / その他          | 欧州カップ / その他 | 最多得点者                           | 最多得点者 |
| -------- | ------------------ | -------- | -------- | -------- | -------- | -------- | -------- | -------- | -------- | ------------ | ---------- | ---------- | ---------------------------- | ------------------- | ------------------------------------ | ---------- |
| 1995-96  | ディビジョン2      | 46       | 14       | 13       | 19       | 56       | 68       | 55       | 17位     | 1回戦敗退    | 2回戦敗退  |            | フットボールリーグトロフィー | 準々決勝敗退        | カート・ノガン                       | 26         |
| 1996-97  | ディビジョン2      | 46       | 19       | 11       | 16       | 71       | 55       | 68       | 9位      | 3回戦敗退    | 2回戦敗退  |            | フットボールリーグトロフィー | 2回戦敗退           | ポール・バーンズ                     | 25         |
| 1997-98  | ディビジョン2      | 46       | 13       | 13       | 20       | 55       | 65       | 52       | 20位     | 1回戦敗退    | 2回戦敗退  |            | フットボールリーグトロフィー | 準決勝敗退          | アンディ・クック                     | 20         |
| 1998-99  | ディビジョン2      | 46       | 13       | 16       | 17       | 54       | 73       | 55       | 15位     | 1回戦敗退    | 1回戦敗退  |            | フットボールリーグトロフィー | 1回戦敗退           | アンディ・ペイトン                   | 23         |
| 1999-00  | ディビジョン2      | 46       | 25       | 13       | 8        | 69       | 47       | 88       | 2位      | 4回戦敗退    | 1回戦敗退  |            | フットボールリーグトロフィー | 1回戦敗退           | アンディ・ペイトン                   | 27         |
| 2000-01  | ディビジョン1      | 46       | 21       | 9        | 16       | 50       | 54       | 72       | 7位      | 3回戦敗退    | 2回戦敗退  |            |                              |                     | アンディ・ペイトン                   | 15         |
| 2001-02  | ディビジョン1      | 46       | 21       | 12       | 13       | 70       | 62       | 75       | 7位      | 4回戦敗退    | 1回戦敗退  |            |                              |                     | ギャレス・テイラー                   | 16         |
| 2002-03  | ディビジョン1      | 46       | 15       | 10       | 21       | 65       | 89       | 55       | 16位     | 準々決勝敗退 | 4回戦敗退  |            |                              |                     | ギャレス・テイラー                   | 17         |
| 2003-04  | ディビジョン1      | 46       | 13       | 14       | 19       | 60       | 77       | 53       | 19位     | 5回戦敗退    | 3回戦敗退  |            |                              |                     | ロビー・ブレイク                     | 22         |
| 2004-05  | チャンピオンシップ | 46       | 15       | 15       | 16       | 38       | 39       | 60       | 13位     | 5回戦敗退    | 4回戦敗退  |            |                              |                     | ロビー・ブレイク                     | 13         |
| 2005-06  | チャンピオンシップ | 46       | 14       | 12       | 20       | 46       | 54       | 54       | 17位     | 3回戦敗退    | 3回戦敗退  |            |                              |                     | アデ・アキンバイ                     | 14         |
| 2006-07  | チャンピオンシップ | 46       | 15       | 12       | 19       | 52       | 49       | 57       | 15位     | 3回戦敗退    | 1回戦敗退  |            |                              |                     | アンディ・グレイ                     | 14         |
| 2007-08  | チャンピオンシップ | 46       | 16       | 14       | 16       | 60       | 67       | 62       | 13位     | 3回戦敗退    | 3回戦敗退  |            |                              |                     | アンディ・グレイ                     | 13         |
| 2008-09  | チャンピオンシップ | 46       | 21       | 13       | 12       | 72       | 60       | 76       | 5位      | 5回戦敗退    | 準決勝敗退 |            |                              |                     | マーティン・ピーターソン             | 19         |
| 2009-10  | プレミアリーグ     | 38       | 8        | 6        | 24       | 42       | 82       | 30       | 18位     | 4回戦敗退    | 3回戦敗退  |            |                              |                     | スティーヴン・フレッチャー           | 12         |
| 2010-11  | チャンピオンシップ | 46       | 18       | 14       | 14       | 65       | 61       | 68       | 8位      | 5回戦敗退    | 4回戦敗退  |            |                              |                     | クリス・イーグルスジェイ・ロドリゲス | 15         |
| 2011-12  | チャンピオンシップ | 46       | 17       | 11       | 18       | 62       | 61       | 58       | 13位     | 3回戦敗退    | 4回戦敗退  |            |                              |                     | ジェイ・ロドリゲス                   | 21         |
| 2012-13  | チャンピオンシップ | 46       | 16       | 13       | 17       | 62       | 60       | 61       | 11位     | 3回戦敗退    | 3回戦敗退  |            |                              |                     | チャーリー・オースティン             | 28         |
| 2013-14  | チャンピオンシップ | 46       | 26       | 15       | 5        | 72       | 37       | 93       | 2位      | 3回戦敗退    | 4回戦敗退  |            |                              |                     | ダニー・イングス                     | 26         |
| 2014-15  | プレミアリーグ     | 38       | 7        | 12       | 19       | 28       | 53       | 33       | 19位     | 3回戦敗退    | 2回戦敗退  |            |                              |                     | ダニー・イングス                     | 11         |
| 2015-16  | チャンピオンシップ | 46       | 26       | 15       | 5        | 72       | 35       | 93       | 1位      | 4回戦敗退    | 1回戦敗退  |            |                              |                     | アンドレ・グレイ                     | 23         |
| 2016-17  | プレミアリーグ     | 38       | 11       | 7        | 20       | 39       | 55       | 40       | 16位     | 5回戦敗退    | 2回戦敗退  |            |                              |                     | サム・ヴォークス                     | 12         |
| 2017-18  | プレミアリーグ     | 38       | 14       | 12       | 12       | 36       | 39       | 54       | 7位      | 3回戦敗退    | 3回戦敗退  |            |                              |                     | クリス・ウッド                       | 10         |
| 2018-19  | プレミアリーグ     | 38       | 11       | 7        | 20       | 45       | 68       | 40       | 15位     | 4回戦敗退    | 3回戦敗退  |            | UEFAヨーロッパリーグ         | プレーオフ敗退      | アシュリー・バーンズクリス・ウッド   | 13         |
| 2019-20  | プレミアリーグ     | 38       | 15       | 9        | 14       | 43       | 50       | 54       | 10位     | 4回戦敗退    | 2回戦敗退  |            |                              |                     | クリス・ウッド                       | 14         |
| 2020-21  | プレミアリーグ     | 38       | 10       | 9        | 19       | 33       | 55       | 39       | 17位     | 5回戦敗退    | 4回戦敗退  |            |                              |                     | クリス・ウッド                       | 12         |
| 2021-22  | プレミアリーグ     | 38       | 7        | 14       | 17       | 34       | 53       | 35       | 18位     | 3回戦敗退    | 4回戦敗退  |            |                              |                     | マクスウェル・コルネ                 | 9          |
| 2022-23  | チャンピオンシップ | 46       | 29       | 14       | 3        | 87       | 35       | 101      | 1位      | 準々決勝敗退 | 4回戦敗退  |            |                              |                     | ネイサン・テラ                       | 17         |
| 2023-24  | プレミアリーグ     | 38       | 5        | 9        | 24       | 41       | 78       | 24       | 19位     | 3回戦敗退    | 4回戦敗退  |            |                              |                     | ヤコブ・ブルーン・ラーセン           | 7          |
| 2024-25  | チャンピオンシップ | 46       | 28       | 16       | 2        | 69       | 16       | 100      | 2位      | 5回戦敗退    | 2回戦敗退  |            |                              |                     | ジョシュ・ブラウンヒル               | 18         |
| 2025-26  | プレミアリーグ     | 38       |          |          |          |          |          |          |          |              |            |            |                              |                     |                                      |            |

## 欧州の成績
| シーズン | 大会                                 | ラウンド   | 対戦相手                         | ホーム       | アウェー | 合計 |  |
| -------- | ------------------------------------ | ---------- | -------------------------------- | ------------ | -------- | ---- |  |
| 1960-61  | UEFAチャンピオンズカップ             | 1回戦      | スタッド・ランス                 | 2-0          | 2-3      | 4-3  |  |
| 1960-61  | UEFAチャンピオンズカップ             | 準々決勝   | ハンブルガー                     | 3-1          | 1-4      | 4-5  |  |
| 1966-67  | インターシティーズ・フェアーズカップ | 1回戦      | シュトゥットガルト               | 2-0          | 1-1      | 3-1  |  |
| 1966-67  | インターシティーズ・フェアーズカップ | 2回戦      | ローザンヌ・スポルト             | 5-0          | 3-1      | 8-1  |  |
| 1966-67  | インターシティーズ・フェアーズカップ | 3回戦      | ナポリ                           | 3-0          | 0-0      | 3-0  |  |
| 1966-67  | インターシティーズ・フェアーズカップ | 準々決勝   | アイントラハト・フランクフルト   | 1-2          | 1-1      | 2-3  |  |
| 2018-19  | UEFAヨーロッパリーグ                 | 予選2回戦  | アバディーン                     | 3-1 (a.e.t.) | 1-1      | 4-2  |  |
| 2018-19  | UEFAヨーロッパリーグ                 | 予選3回戦  | イスタンブール・バシャクシェヒル | 1-0 (a.e.t.) | 0-0      | 1-0  |  |
| 2018-19  | UEFAヨーロッパリーグ                 | プレーオフ | オリンピアコス                   | 1-1          | 1-3      | 2-4  |  |

## 現所属メンバー
プレミアリーグ2025-26シーズン　開幕戦フォーメーション（5-4-1）
2025年8月20日
注：選手の国籍表記はFIFAの定めた代表資格ルールに基づく。
| No. | Pos. |                  | 選手名                      |
| --- | ---- | ---------------- | --------------------------- |
| 1   | GK   | スロバキア       | マルティン・ドゥブラフカ    |
| 2   | DF   | イングランド     | カイル・ウォーカー          |
| 3   | DF   | オランダ         | クイリンシー・ハートマン () |
| 4   | DF   | イングランド     | ジョー・ワロール            |
| 5   | DF   | フランス         | マクシム・エステーヴ        |
| 6   | DF   | コンゴ民主共和国 | アクセル・トゥアンゼベ ()   |
| 7   | FW   | デンマーク       | ヤコブ・ブルーン・ラーセン  |
| 8   | MF   | フランス         | レスリー・ウゴチュク ()     |
| 9   | FW   | 南アフリカ共和国 | ライル・フォスター          |
| 10  | FW   | イングランド     | マーカス・エドワーズ ()     |
| 11  | FW   | イングランド     | ジェイドン・アンソニー ()   |
| 12  | DF   | イングランド     | バシール・ハンフリーズ ()   |
| 13  | GK   | ドイツ           | マックス・ヴァイス          |
| 14  | DF   | ウェールズ       | コナー・ロバーツ            |
| 17  | FW   | フランス         | ルム・チャウナ ()           |
| 18  | DF   | スウェーデン     | ヒャルマル・エクダル        |
| 19  | FW   | オランダ         | ジアン・フレミング          |

| No. | Pos. |              | 選手名                    |
| --- | ---- | ------------ | ------------------------- |
| 20  | GK   | イングランド | エティエンヌ・グリーン () |
| 21  | MF   | イングランド | アーロン・ラムジー        |
| 22  | DF   | ペルー       | オリヴァー・ゾンネ ()     |
| 23  | DF   | ブラジル     | ルーカス・ピレス          |
| 24  | MF   | アイルランド | ジョシュ・カレン ()       |
| 25  | FW   | スイス       | ゼキ・アムドゥニ ()()     |
| 27  | FW   | ベルギー     | マヌエル・ベンソン ()     |
| 28  | MF   | チュニジア   | ハンニバル ()             |
| 29  | MF   | イングランド | ジョシュ・ローラン        |
| 30  | FW   | イタリア     | ルカ・コレオショ ()       |
| 31  | MF   | ベルギー     | マイク・トレゾール ()     |
| 32  | GK   | チェコ       | ヴァーツラフ・フラドキ    |
| 34  | FW   | オランダ     | ジェイドン・バネル ()     |
| 35  | FW   | イングランド | アシュリー・バーンズ      |
| 36  | DF   | ドイツ       | ヨルダン・バイヤー        |
| 44  | DF   | ベルギー     | ハンネス・デルクロワ ()   |
| 48  | FW   | ベルギー     | エノック・アギエイ ()     |

※括弧内の国旗はその他の保有国籍を示す。

### ローン移籍選手
in
注：選手の国籍表記はFIFAの定めた代表資格ルールに基づく。
| No. | Pos. |  | 選手名 |
| --- | ---- |  | ------ |

out
注：選手の国籍表記はFIFAの定めた代表資格ルールに基づく。
| No. | Pos. |              | 選手名                                  |
| --- | ---- | ------------ | --------------------------------------- |
| --  | DF   | オランダ     | シュランディ・サンボ (ロッテルダム) ()  |
| --  | DF   | イングランド | オーウェン・ドッジソン (ストックポート) |

| No. | Pos. |              | 選手名                                         |
| --- | ---- | ------------ | ---------------------------------------------- |
| --  | MF   | オーストリア | オルワセウン・アデウミ (サークル・ブルッヘ)    |
| --  | FW   | ベナン       | アンドレアス・ウントンジ (ザンクト・パウリ) () |

## 歴代監督
- ハリー・ブラッドショー (1894-1899)
- Ernest Mangnall (1900-1903)
- Spen Whittaker (1903-1910)
- リチャード・ワッジ (1910)
- ジョン・ハース (1910-1924)
- アルバート・ピクルス (1925-1932)
- トム・ブロミロー (1932-1935)
- Selection Committee (1935-1945)
- クリフ・ブリットン (1945-1948)
- フランク・ヒル (1948-1954)
- アラン・ブラウン (1954-1957)
- ビリー・ドゥーガル (1957-1958)
- ハリー・ポッツ (1958-1970)
- ジミー・アダムソン (1970-1976)
- ジョー・ブラウン (1976-1977)
- ハリー・ポッツ (1977-1979)
- ブライアン・ミラー (1979-1983)
- ジョン・ボンド (1983-1984)
- ジョン・ベンソン (1984-1985)
- マーティン・バカン (1985)
- トミー・カヴァナー (1985-1986)
- ブライアン・ミラー (1986-1989)
- フランク・キャスパー (1989-1991)
- ジミー・ムレン (1991-1996)
- エイドリアン・ヒース (1996-1997)
- クリス・ワドル (1997-1998)
- スタン・ターネント (1998-2004)
- スティーヴ・コッテリル (2004-2007)
- オーウェン・コイル (2007-2010)
- ブライアン・ロウズ (2010)
- スチュアート・グレイ (暫定) (2010-2011)
- エディ・ハウ (2011-2012)
- テリー・パシュレー (暫定) (2012)
- ショーン・ダイチ (2012-2022)
- マイク・ジャクソン (暫定) (2022)
- ヴァンサン・コンパニ (2022-2024)
- スコット・パーカー (2024-)

## 歴代所属選手

### GK
- ブライアン・イェンセン 2003-2013
- リー・グラント 2005-2006,2010-2013
- ディエゴ・ペニー 2008-2010
- トム・ヒートン 2013-2019
- ポール・ロビンソン 2016-2017
- ニック・ポープ 2016-2022
- アンデルス・リンデゴーア 2017-2019
- ジョー・ハート 2018-2020

### DF
- リー・ディクソン 1982-1984
- ヴィヴ・アンダーソン 1993-1994
- フランク・シンクレア 2004-2007
- スティーヴン・コールドウェル 2007-2010
- グレアム・アレクサンダー 2007-2011
- タイロン・ミアーズ 2009-2011
- アンドレ・ビケイ 2009-2012
- ダニエル・フォックス 2010.1-2011
- キーラン・トリッピアー 2011-2015
- ジェイソン・シャッケル 2012-2015
- ダニエル・ラファーティ 2012-2017
- スティーヴン・リード 2014-2015
- スティーヴン・ウォード 2014-2019
- マイケル・キーン 2015-2017
- テンダイ・ダリクワ 2015-2017
- ロビー・ブレイディ 2017-2021
- ベン・ギブソン 2018-2021

### MF
- トレヴァー・スティーヴン 1980-1983
- マイケル・リケッツ 2006
- クリス・イーグルス 2008-2011
- フェルナンド・ゲレーロ 2009-2010
- ディーン・マーニー 2010-2018
- ジュニア・スタニスラス 2011-2014
- デビッド・ジョーンズ 2013-2016
- マイケル・カイトリー 2013-2017
- スコット・アーフィールド 2013-2018
- マシュー・テイラー 2014-2016
- ジョージ・ボイド 2014-2017
- ジョーイ・バートン 2015-2016,2017
- スティーヴン・ドフール 2016-2019
- ジェフ・ヘンドリック 2016-2020
- アーロン・レノン 2018-2020,2021-
- ドワイト・マクニール 2019-2022

### FW
- クリス・ワドル 1997-1998
- マイケル・リケッツ 2006
- ジェイ・ロドリゲス 2007-2012,2019-
- スティーヴン・トンプソン 2008-2011
- デヴィッド・ニュージェント 2009-2010
- スティーヴン・フレッチャー 2009-2010
- ネイサン・デルフォンゾ 2011
- チャーリー・オースティン 2011.1-2013
- ダニー・イングス 2011-2015
- サム・ヴォークス 2012-2019
- ロウヴェン・ヘニングス 2015-2016
- アンドレ・グレイ 2015-2017
- ナーキ・ウェルズ 2017-2020
- クリス・ウッド 2017-2022